# Arachnis incarnata
Arachnis incarnata là một loài bướm đêm thuộc phân họ Arctiinae, họ Erebidae.